# Joslyn Hoyte-Smith
Joslyn Hoyte-Smith (16 dicembre 1954) è un'ex velocista britannica, specializzata nei 400 metri piani.

## Palmarès
- Giochi olimpici

Mosca 1980: bronzo nella staffetta 4×400 metri.
- Giochi del Commonwealth

Brisbane 1982: bronzo nei 400 metri piani.